# Damian McGinty
Damian Joseph McGinty Jr. más conocido como Damian McGinty (9 de septiembre de 1992, Derry, Irlanda del Norte) es un cantante y actor Irlandés, conocido por ser el ganador de la primera temporada de The Glee Project.

## Infancia
Desde pequeño destacó en la música, tan sólo a los 6 años de edad ganó su primer concurso de canto y a los 14 se convirtió en el miembro más joven del grupo Celtic Thunder después de que Phil Coulter le mostrara un vídeo de Damian cantando en el coro de su iglesia a Sharon Browne.
Entre sus inspiraciones se encuentran Michael Bublé, Dean Martin y Frank Sinatra.

## The Glee Project y Glee
Damian McGinty fue uno de los cuatro finalistas en el reality show The Glee Project. Durante el séptimo episodio, Cameron Mitchell, uno de los contendientes y el mejor amigo de Damian, decidió salir del certamen y lo salvó de la eliminación.
El 21 de agosto de 2011 se emitió el último capítulo de la primera temporada de The Glee Project, y Damian resultó ser ganador al igual que su compañero Samuel Larsen, para participar en 7 capítulos en la tercera temporada de la serie Glee, en la cual tendrá que interpretar a Rory Flanagan, un estudiante de intercambio irlandés que se aloja en la casa de Brittany Pierce, confirmándose actualmente que renovó contrato con FOX indefinidamente para seguir en la temporada.

## Vida personal
A los 6 años de edad, ganó su primer concurso de canto. A los 13, Damian grabó un CD con el coro de su iglesia, y lo envió a Phil Coulter, quien a su vez lo mostró a Sharon Browne, el cual invitó a Damian para audicionar a su nuevo proyecto de banda: "Celtic Thunder". Damian audicionó para Celtic Thunder en Derry y fue elegido como el nuevo (y más joven) integrante de la banda, con tan solo 14 años de edad. Audicionó para The Glee Project y fue elegido entre los 12 mejores entre más de 40.000 personas, siendo así el más joven de los 12 finalistas además de ser el único que no es estadounidense.

## Discografía

### Celtic ThunderCDs/DVDs
- Celtic Thunder (2008)
- Act Two (2008)
- Take Me Home (2009)
- It's Entertainment! (2010)
- Christmas (2010)
- Heritage (2011)
- Storm (2011)
- The Very Best of Celtic Thunder (2015)
- This Christmas Time (2016)

## Televisión
| Año  | Nombre                     | Rol           | Notas                                                                                             |
| ---- | -------------------------- | ------------- | ------------------------------------------------------------------------------------------------- |
| 2011 | The Glee Project           | Él mismo      | Ganador                                                                                           |
| 2011 | Glee                       | Rory Flanagan | 3.ª temporada a partir del episodio Pot O' Gold en adelante y en Cuarta temporada en episodio 10. |
| 2011 | Glee: The 3D Concert Movie | Él mismo      | Cameo breve                                                                                       |

## Páginas Oficiales
- Damian McGinty en X (antes Twitter)
- Damian McGinty en Facebook
- Damian McGinty en YouTube.
- Damian McGinty Página oficial
- Perfil de Damian McGinty en The Glee Project